# Septoria cytisi
Septoria cytisi är en svampart som beskrevs av Desm. 1847. Septoria cytisi ingår i släktet Septoria och familjen Mycosphaerellaceae.   Inga underarter finns listade i Catalogue of Life.